# Lista de notoespécies de Caladenia
Notoespécies são híbridos naturais, ou seja resultantes do cruzamento por duas espécies, e que ocorrem na natureza sem a intervenção do homem.
- Caladenia × aestantha Hopper & A.P.Br. 2001 (C. corynephora × C. serotina)
- Caladenia × cala Hopper & A.P.Br. 2001 (C. falcata × C. longicauda)
- Caladenia × coactescens Hopper & A.P.Br. 2001 (C. crebra × C. longicauda)
- Caladenia × eludens Hopper & A.P.Br. 2001 (C. chapmanii × C. splendens)
- Caladenia × enigma Hopper & A.P.Br. 2001 (C. barbarossa × C. longicauda)
- Caladenia × ericksonae Nicholls 1950 (C. cairnsiana × C. filifera)
- Caladenia × erminea Hopper & A.P.Br. 2001 (C. flava × C. marginata)
- Caladenia × exoleta Hopper & A.P.Br. 2001 (C. dimidia × C. roei)
- Caladenia × exserta Hopper & A.P.Br. 2001 (C. longicauda × C. uliginosa)
- Caladenia × hypata Hopper & A.P.Br. 2001 (C. lobata × C. longicauda)
- Caladenia × idiastes Hopper & A.P.Br. 2001 (C. gardneri × C. latifolia)
- Caladenia × lavandulacea R.S.Rogers 1927 (C. denticulata × C. doutchiae)
- Caladenia × ornata Hopper & A.P.Br. 2001 (C. drakeoides × C. exilis)
- Caladenia × resupina Hopper & A.P.Br. 2001 (C. horistes × C. multiclavia)
- Caladenia × spectabilis Hopper & A.P.Br. 2001 (C. flava × C. latifolia)
- Caladenia × suffusa Hopper & A.P.Br. 2001 (C. hirta × C. longicauda)
- Caladenia × triangularis R.S.Rogers 1927 (C. flava × C. longicauda)
- Caladenia × tryphera Hopper & A.P.Br. 2001 (C. microchila × C. sigmoidea)
- Caladenia × variabilis Nicholls 1950 (C. cardiochila × C. fragrantissima)